# Оноприенко, Валентин Иванович
Валенти́н Ива́нович Оноприенко (род. 2 апреля 1939, Алдан, Якутия, СССР) — советский и украинский учёный-геолог, историк науки и философ, доктор философских наук (1982), профессор (1992). Заведующий отделом методологии и социологии науки (1992—2015), главный научный сотрудник (с 2015) Институт исследований научно-технического потенциала и истории науки имени Г. М. Доброва НАН Украины, член научного совета Государственного фонда фундаментальных исследований Украины, член редколлегии международного журнала «Наука и науковедение», член Академии наук высшей школы Украины и Академии строительства Украины, автор более 470 научных работ, 52 книг: монографий, учебников, научно-популярных изданий.

## Биография
Родился 2 апреля 1939 года в городе Алдан, в семье Оноприенко Ивана Григорьевича (1915—2001).
Начал работать с 16 лет, окончил с золотой медалью вечернюю школу (1957).
В 1963 году окончил геологический факультет МГУ. В 1966 году закончил аспирантуру кафедры философии науки МГУ.
Работал в Институте геологии Карельского филиала АН СССР (1962—1963 гг.), Киевском политехническом институте (1964—1975 гг.), Секторе истории естествознания и техники Института истории АН УССР (1975—1986 гг.). С 1986 г. — в Центре (ныне Институте) исследований научно-технического потенциала и истории науки им. Г. М. Доброва НАН Украины.
В 1960-е годы началась его деятельность совместно с академиком А. С. Поваренных (1915—1986) и профессором С. А. Морозом по разработке методологических проблем геологии и изданию
В 1980-е годы провёл исследования по методологии геологической картографии, стратиграфии, геохронологии, минералогии (монографии «Методология и понятийный базис геохронологии», 1984, с К. В. Симаковым, А. Н. Дмитриевым; «Минералогия: прошлое, настоящее, будущее», 1986, с А. С. Поваренных; «Основы геологической картографии», 1987, с В. Ю. Забродиным и В. А. Соловьёвым, «Пространственно-временные аспекты стратиграфии», 1988, с С. А. Морозом).
В 1986 г. возглавил отдел истории техники в организованном Г. М. Добровым Центре исследований научно-технического потенциала и истории науки Академии наук Украины. Являлся парторгом Центра. В отделе истории техники подготовлены коллективные монографии «Неорганическое материаловедение», «Развитие строительной науки и техники» в 3-х томах, «Создатели новой техники в Украинской ССР» (1991), монография В. И. Оноприенко и Т. А. Щербань «Становление высшего технического образования» (1990). В эти же годы проведена работа по сбору, систематизации и интерпретации архивных материалов по истории Академии наук Украины, которая отражена в авторских публикациях и коллективной монографии «Історія Академії наук України: 1918—1993» (1993). Подготовленный первый учебник по истории украинской науки («Історія української науки. ХІХ—ХХ ст.») победил на конкурсе «Трансформація гуманітарної освіти в Україні».
В 1992 г. В. И. Оноприенко возглавил в Центре отдел методологии и социологии науки. Проблемам социологии науки посвящены коллективные и индивидуальные монографии «Наукове співтовариство. Вступ до соціології науки» (1998), «Методологические вопросы науковедения» (2001), «Науковедение: поиск системных идей» (2008) и др.
В 1997 г. на Международном конгрессе по истории науки (г. Льеж, Бельгия) в Международный союз истории и философии науки был принят Национальный комитет историков науки Украины, президентом которого был утвержден В. И. Оноприенко. Одним из результатов работы комитета стала публикация коллективной монографии «Тартуский университет и Украина» (2004).
Работая в Академии наук Украины, продолжал преподавать в высшей школе. Начал преподавательскую деятельность в МГУ, продолжил её в Киевском политехническом институте, Национальном университете имени Тараса Шевченко, Киевском государственном университете культуры и искусства, Киевском национальном лингвистическом университете, Национальном авиационном университете, Центре гуманитарного образования НАН Украины. Автор многих учебников и учебных пособий.
На протяжении многих лет является членом специализированных советов по защите докторских диссертаций в Институте философии им. Г. С. Сковороды НАН Украины и Центре исследований научно-технического потенциала и истории науки им. Г. М. Доброва НАН Украины. Четыре года был членом экспертной комиссии ВАК Украины по историческим наукам. Под его руководством 14 аспирантов и соискателей защитили кандидатские и 3 докторские диссертации по философским и историческим наукам.
Член редколлегии журнала Историко-биологические исследования.

## Семья
- Брат — Юрий (1941—2017) — советский и российский учёный-палеонтолог и стратиграф, профессор.

## Награды и премии
- [уточнить] — Серебряная медаль РАН имени академика А. Л. Яншина — за вклад в научную биографистику.
- 2012 — Премия НАН Украины имени М. С. Грушевского — за вклад в разработку истории украинской науки (совместно с В. В. Ткаченко)

## Публикации
В «Научно-биографической серии» РАН опубликовал более десяти книг: «Феодосий Николаевич Чернышев» (1985, с Ю. А. Анисимовым), «Павел Аполлонович Тутковский» (1987), «Николай Иванович Андрусов» (1990), «Геннадий Данилович Романовский» (1995), «Флоренские» (2000), «Борис Борисович Голицын» (2002), «Александр Сергеевич Поваренных» (2004, с М. В. Оноприенко), «Владимир Иванович Лучицкий» (2004), «Кирилл Владимирович Симаков» (2006), «Чирвинские» (2008, с М. В. Оноприенко). Кроме того, в издательстве «Наукова думка» вышли его книги о Е. О. Патоне (1988, с Л. Д. Кистерской и П. И. Севбо) и В. И. Лучицком (1991). Он также автор научно-популярных книг: «Геологічний календар» (1977, з К. В. Сімаковим), «Зов высоких широт: Северные экспедиции Ф. Н. Чернышева» (1989), «Геологи на Крайнем Севере» (1990).

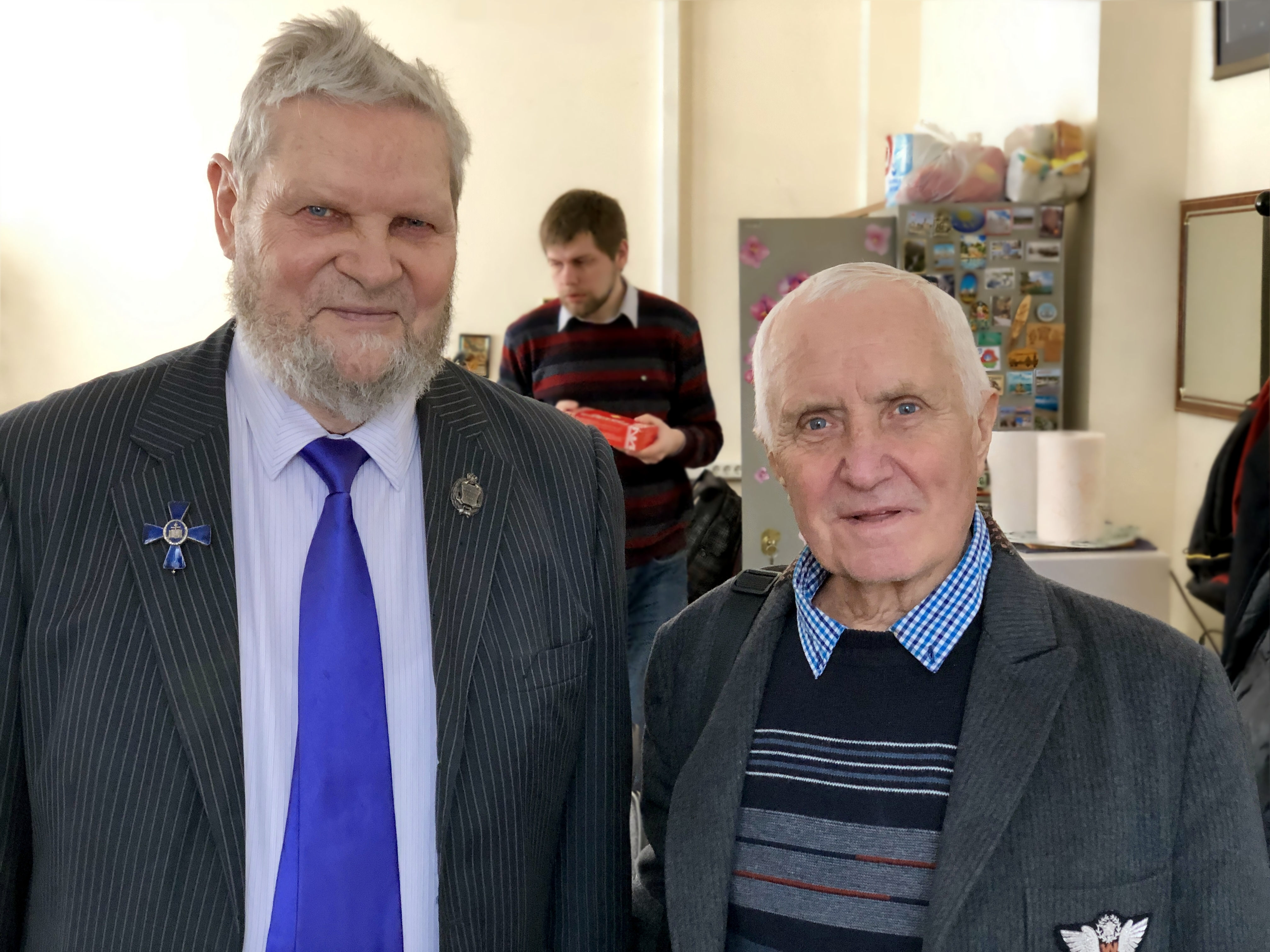
В 2019 году в ИИЕТ РАН

В последние годы опубликовал книги: «В. И. Вернадский: Наука. Философия. Человек» (с И. И. Мочаловым), «Чирвинские» (с М. В. Оноприенко), «Джерела з історії Українського наукового товариства в Києві» (с Т. О. Щербань) и др.
Автор многочисленных книг по истории науки, среди них:
- Онопрієнко В.І., Сімаков К. В. Геологічний календар. Київ: Наук. думка, 1977. 152 с.
- Зубков И. Ф., Парнюк М. А., Оноприенко В. И. и др. Социальные, гносеологические и методологические проблемы геологических наук. Киев: Наук. думка, 1979. 344 с.
- Оноприенко В. И. Природа геологического исследования. Киев: Наук. думка, 1981. 160 с.
- Оноприенко В. И., Симаков К. В., Мейен С. В. и др. Развитие учения о времени в геологии. Киев: Наук думка, 1982. 414 с.
- Оноприенко В. И., Симаков К. В., Дмитриев А. Н. Методология и понятийный базис геохронологии. Киев: Наук. думка, 1984. 128 с.
- Поваренных А. С., Оноприенко В. И. Минералогия: прошлое, настоящее, будущее. Киев: Наук. думка, 1985. 160 с.
- Мороз С. А., Оноприенко В. И. Методология геологической науки. Киев: Вища школа, 1985. 200 с.
- Анисимов Ю. А., Оноприенко В. И. Феодосий Николаевич Чернышев. М.: Наука, 1985. 304 с. (Серия «Научно-биографическая литература»).
- Забродин В. Ю., Соловьев В. А., Оноприенко В. И. Основы геологической картографии. Новосибирск: Наука, 1987. 230 с.
- Оноприенко В. И. , Кистерская Л. Д., Севбо П. И. Евгений Оскарович Патон. Киев: Наук. думка, 1988. 240 с.
- Мороз С. А., Оноприенко В. И. Пространственно-временные аспекты стратиграфии. Киев: Вища школа, 1988. 240 с.
- Оноприенко В. И. Зов высоких широт: Северные экспедиции Ф. Н. Чернышева. М.: Мысль, 1989. 221 с.
- Оноприенко В. И., Щербань Т. А. Становление высшего технического образования на Украине. Киев: Наук. думка, 1990. 140 с.
- Оноприенко В. И. Геологи на Крайнем Севере. М.: Недра, 1990. 140 с.
- Онопрієнко В.І. Володимир Іванович Лучицький. Київ: Наук. думка, 1991. 192 с.
- Оноприенко В. И., Щербань Т. А., Луговский А. Г. и др. Создатели новой техники в Украинской ССР. Киев: Наук. думка, 1991. 176 с.
- Мороз С. А., Онопрієнко В.І. Геологічна картографія. Київ: Київ. ун-т, 1991. 78 с.
- Оноприенко В. И. Геннадий Данилович Романовский. М.: Наука, 1995. 170 с. (Серия «Научно-биографическая литература»).
- Малицкий Б. А., Надирашвили А. Н., Оноприенко В. И. и др. Трансформация академических институтов: документальный анализ и социологические оценки // Развитие науки и научно-технического потенциала в Украине и за рубежом. Вып. 2 (10). Киев, 1996. 120 с.
- Мороз С. А., Онопрієнко В.І., Бортник С. Ю. Методологія географічної науки: Навчальний посібник. Київ: Заповіт, 1997. 333 с.
- Онопрієнко В.І. Історія української науки: Навчальний посібник. Київ: Либідь, 1998. 304 с.
- Онопрієнко В.І. Наукове співтовариство: Вступ до соціології науки. Київ, 1998. 99 с.
- Онопрієнко В., Реєнт О., Щербань Т. Українське наукове товариство: 1907—1921 роки. Київ, 1998. 242 с.
- Коробченко А. А., Онопрієнко В.І., Пилипчук О. Я. и др. З історії української науки і техніки. Хрестоматія-посібник. Київ: Академія наук вищої школи України, 1999. 171 с.
- Оноприенко В. И. Флоренские. М.: Наука, 2000. 349 с. (Серия РАН «Научно-биографическая литература»).
- Оноприенко В. И. Борис Борисович Голицын. 1862—1916. М.: Наука, 2002. 335 с. (Серия РАН «Научно-биографическая литература»).
- Онопрієнко В., Романенко Ю., Журавель В., Поздняков В., Дзюба В. Право в сучасному світі. К., 2002. 290 с.
- Оноприенко В. И., Оноприенко М. В. Александр Сергеевич Поваренных. М.: Наука, 2004. 330 с. (Серия РАН «Научно-биографическая литература»).
- Оноприенко В. И. Владимир Иванович Лучицкий. М.: Наука, 2004. 270 с. (Серия РАН «Научно-биографическая литература»).
- Оноприенко В. И. Кирилл Владимирович Симаков. М.: Наука, 2006. 295 с. (Серия РАН «Научно-биографическая литература»).
- Дячук І., Онопрієнко В. Космізм як філософський і науковий напрямок. Київ: Софія-Оранта, 2006. 228 с.
- Дротянко Л. Г., Онопрієнко В.І. та ін. Філософія. Практикум. Киев: НАУ, 2006. 232 с.
- Дротянко Л. Г., Онопрієнко В.І. Філософія. Методичні матеріали та програми до кандидатського іспиту. Киев: НАУ, 2007. 84 с.
- Мочалов И. И., Оноприенко В. И. В. И. Вернадский: Наука. Философия. Человек. Кн.1. Наука в исторических и социальных контекстах. М.: ИИЕТ РАН, 2008. 408 с.
- Оноприенко В. И. Науковедение: поиск системных идей. Киев: Аналитик-информ, 2008. 288 с.
- Оноприенко В. И., Оноприенко М. В. Чирвинские. М.: Наука, 2008. 298 с. (Серия РАН «Научно-биографическая литература»).
- Онопрієнко В.І., Щербань Т. О. Джерела з історії Українського наукового товариства в Києві. Киев: Аналітик-інформ, 2008. 352 с.
- Дротянко Л. Г., Матюхіна О. А., Онопрієнко В.І. та ін. Філософія. Хрестоматія. Киев: Вид-во Національного авіаційного ун-ту, 2009. 244 с. (Кредитно-модульна система навчання).
- Оноприенко В. И. Юрий Александрович Билибин. Киев: ГП «Информационно-аналитическое агентство», 2010. 256 с. (Серия РАН «Научно-биографическая литература»).
- Кулиш Е. А., Оноприенко В. И. Из истории освобождения отечественной промышленности от импорта минерального сырья. Киев: ГП «Информационно-аналитическое агентство», 2010. 80 с.
- Оноприенко В. И. Век Яншина. Киев: ГП «Информационно-аналитическое агентство», 2011. 406 с.
- Патон Б. Е., Оноприенко В. И., Храмов Ю. А. и др. М. В. Келдыш и украинская наука. Киев: Академперіодика, 2011. 272 с.
- Оноприенко В. И. Наука как призвание. Книга интервью. Киев: Информ.аналит. агентство, 2011. 411 с.
- Мочалов И. И., Оноприенко В. И. В. И. Вернадский: Наука. Философия. Человек. К 150-летию со дня рождения В. И. Вернадского. Кн. 1. Наука в исторических и социальных контекстах. Изд. 2-е, испр., доп. Киев: Информ.аналит. агентство, 2011. 411 с.
- Онопрієнко В.І., Ткаченко В. В. Історія української науки: курс лекцій. Киев: Варта, 2011. 652 с.
- Гарецкий Р.Г,, Оноприенко В. И. Гавриил Иванович Горецкий. 1900—1988. Киев: Информ.аналит. агентство, 2012. 545 с. (Серия РАН «Научно-биографическая литература»).
- Оноприенко В. И. Геологи на Крайнем Севере. 2-е изд. Киев: Информ.аналит. агентство, 2012. 339 с.
- Оноприенко В. И. Минералогия: Экскурсы в прошлое и будущее. Киев: Информ.аналит. агентство, 2012. 290 с.
- Мочалов И. И., Оноприенко В. И. В. И. Вернадский: Наука. Философия. Человек. Кн. 2. Наука и её инструментарий: Логико-методологические аспекты. Киев: Информационно-аналитическое агентство, 2012. 631 с. (36,74 др.а.)
- Оноприенко В. И., Рудая С. П. Письма Я. В. Самойлова В. И. Вернадскому. Киев: Информ.аналит. агентство, 2012. 380 с.
- Оноприенко В. И. Николай Иванович Андрусов: 1861—1924. Изд. 2-е, доп., перераб. Киев: Информ.аналит. агентство, 2013. 311 с. (Серия РАН «Научно-биографическая литература»).
- Оноприенко В. И. Уппсальский университет. Века истории. Достижения. Личности. Киев: Информ.аналит. агентство, 2014. 192 с.
- Оноприенко В. И. В. И. Вернадский. Школы и ученики. Киев: Информ.аналит. агентство, 2014. 331 с.
- Онопрієнко В.І., Онопрієнко М. В. Історія, філософія, соціології науки і технологій. Киев: Інформ.аналіт. агентство, 2014. 447 с.
- Дротянко Л. Г., Матюхіна О. А., Онопрієнко В.І. та ін. Філософія: Підручник. Киев: Вид-во Національного авіаційного ун-ту, 2014. 720 с.
- Оноприенко В. И. Николай Барбот де Марни: Русский геолог-путешественник.. — Saarbrücken : Lambert acad. publ, cop., 2017. — 374 с. — ISBN 978-3-330-04323-7.